# Thaumatographe singularis
Thaumatographe singularis là một loài bướm đêm trong họ Geometridae.